# Поинга (посёлок)
Поинга — посёлок в Сыктывдинском районе Республики Коми в составе сельского поселения Яснэг.

## География
Расположен на расстоянии примерно 66 км по прямой от районного центра села Выльгорт на юг.

## История
Зарегистрирован как вновь возникший в 1965 году. В 1970 году проживало 826 человек.

## Население
Постоянное население составляло 203 человека (русские 42 %, коми 39 %) в 2002 году, 112 — в 2010.